# Armando Peraza
Armando Peraza (n. 30 mai 1924, Havana, Cuba) este un percuționist de jazz latin. A avut colaborări de durată cu pianistul de jazz George Shearing, vibrafonistul Cal Tjader și chitaristul Carlos Santana, devenind cunoscut la nivel internațional din anii '50 și până în anii '90. Peraza este de asemenea și un dansator și compozitor inovativ. Peraza a apărut pe înregistrări clasice ale unor artiști ca Perez Prado, Machito, George Shearing, Charlie Parker, Tito Puente, Cal Tjader și Carlos Santana.
Armando Peraza este unul din „mâna” de percuționiști cubanezi veniți în Statele Unite în anii '40 și '50, alții fiind Mongo Santamaria, Chano Pozo, Francisco Aguabella, Julito Collazo, Carlos Vidal Bolado și Modesto Duran.
Activitatea lui Peraza cu Shearing, Tjader și Santana i-a acestuia adus faima internațională fiind inclus în Smithsonian Institution's Hall of Jazz Legends.
1. ↑  „Armando Peraza”, Gemeinsame Normdatei, accesat în 3 mai 2014
2. ↑  Armando Peraza, SNAC, accesat în 9 octombrie 2017
3. ↑  Armando Peraza, Autoritatea BnF
4. ↑  „Armando Peraza”, Internet Movie Database, accesat în 14 august 2015
5. 1 2 3  Montreux Jazz Festival Database[*] Verificați valoarea |titlelink= (ajutor);